# Canteleu (metrostation)
Het metrostation Canteleu is een station van metrolijn 2 van de metro van Rijsel, gelegen in de deelgemeente Lomme van de stad Rijsel. De naam van dit station komt van de voormalige naam van de wijk waarin het station zich bevindt. Tegenwoordig is deze wijk samengevoegd met Bois Blancs.